# Лемешовский сельский совет (Городнянский район)
Лемешовский сельский совет (укр. Лемешівська сільська рада) — входит в состав
Городнянского района
Черниговской области
Украины.
Административный центр сельского совета находится в 
с. Лемешовка
.
Адрес совета: 15121, Черниговская обл., Городнянский р-н, с. Лемешовка, ул. Попудренко, 51; тел. 3-86-33.

## История
- 1552 — дата образования.

## Населённые пункты совета
- с. Лемешовка
- с. Мальча
- пос. Рубеж